# Maria Magdalena lägre elementarläroverk
Maria Magdalena lägre elementarläroverk var ett läroverk i Stockholm-Södermalm verksamt från 1858 till 1878.

## Historia
År 1654 utnämndes den första rektorn på föregångaren Södermalms pedagogia av Uppsalas ärkebiskop Johannes Canuti Lenaeus. Den delades 1660 i två skolor, Katarina skola och Maria skola. 1820 upphöjdes Maria skola till trivialskola som senare blev högre lärdomsskola. 1858 ombildades skolan till ett lägre elementarläroverk och bildade 1879 tillsammans med södra avdelningen av Stockholms gymnasium vid S:t Paulsgatan 13 ett läroverk under namnet Stockholms högre allmänna å latinlinjen fullständiga läroverk å Södermalm/Högre latinläroverket å Södermalm.

## Rektorslängd

### Södermalms pedagogia (1654–1658)
- 1654–1656 - Vilhelmus Safflon

### Maria barnskola (1658–1690)
- 1657–1663 - Abraham L. Molinus
- 1663–1670 - A. Rundelius
- 1671–1676 - E. S. Lundius
- 1676–1683 - J. Litzonius
- 1683–1692 - A. Alm (även kallad Almqvist)

### Maria kyrkskola (1691–1820)
- 1692–1694 - O. Beronius
- 1694–1703 - E. Garnell
- 1703–1721 - I. Molin (död på sin post; under hans änkas nådeår förestods skolan av en student vid namn Forselius)
- 1723–1726 - J. Kihlberg
- 1728–1734 - A. Sunnermark
- 1734–1739 - A. Biörcksell
- 1739–1743 - O. Johansson Petraeus
- 1743–1745 - J. Nymark (vikarierande)
- 1745–1749 - Hans Gother.
- 1749–1751 - C. A. Vidberg
- 1751–1780 - J. Nymark (jämför ovan; från 1769 tjänstgöringsbefriad på grund av ålderdom varvid tjänsten upprätthölls av olika kollegor vid skolan)
- 1782–1817 - L. Ekorn Petersson (vikarierande sedan 1774)

### Maria trivialskola (1820–185x)
- 1818–1828 - O. Nordhammar
- 1828–1836 - Anders Fryxell
- 1836–1844 - K. F. Karlstedt
- 1845–1859 - J. Frykstedt

### Maria Magdalena lägre elementarläroverk
- 1859–1873 - A. G. Hallström
- 1873–1879 - D. Sjöstrand (tillförordnad)